# آنری دو تولوز-لوترک
آنری دو تولوز-لوترک، با نام کامل آنری ماری رمون دو تولوز-لوترک-مونفا (به فرانسوی: Henri Marie Raymond de Toulouse-Lautrec-Monfa) (زاده ۲۴ نوامبر ۱۸۶۴ در شهر البی از ایالات جنوب فرانسه – درگذشته ۹ سپتامبر ۱۹۰۱) نقاش و گرافیست فرانسوی بود که به همراه گوگن، سزان، و ون گوگ از جمله پیشروان سبک پست امپرسیونیسم به شمار می‌رفت.

## سال‌های آغازینِ زندگی
پدر و مادر آنری دو تولوز لوترک از خانواده‌های قدیمی و اشرافی فرانسه بودند که از سال ۱۵۲۷ در آنجا می‌زیستند. لوترک اولین فرزند خانواده بود. برادر کوچکترش نیز در ۲۸ اوت ۱۸۶۷ متولد شد، اما سال بعد درگذشت. بعد از مرگ برادرش، پدر و مادرش از هم جدا شدند؛ که البته پرستار بچه مراقبت از او را بر عهده گرفت.
در هشت سالگی به قصد زندگی با مادرش به پاریس رفت و شروع به طراحی و کاریکاتور در کتاب‌های مدرسه‌اش کرد. خانواده‌اش سریعاً به استعداد او در طراحی و نقاشی پی بردند، یکی از دوستان پدرش به نام رنه پرینستو گاهگاهی به صورت غیررسمی به او درس‌هایی می‌داد. بعضی از نقاشی‌های اولیهٔ او از اسب‌ها است که تخصص پرینستو محسوب می‌شد.
در ۱۸۷۵ به البی برگشت به‌خاطر اینکه مادرش پی به مریضی او برد. او به‌خاطر بیماری بسیار ضعیف بود و مادرش با دکترهای بسیاری برای یافتن راهی برای بهبود رشد فرزندش مشورت می‌کرد.

## معلولیت
پدر و مادر لوترک با هم نسبت فامیلی نزدیکی داشتند و مشکلات مادرزادی آنری بدین خاطر بود.
او در سیزده سالگی استخوان ران راستش شکست و در چهارده‌سالگی استخوان ران چپش شکست. او هیچ‌وقت به طور کامل بهبود نیافت. فیزیوتراپ‌های معاصر علت این مشکل را اختلال ناشناختهٔ ژنتیکی‌ای که، پیکنودیسوستوز (که به اسم سندرم تولوز لوترک نیز معروف است)
یا تعدادی اختلال مختلف مانند استئوپتروزیس، آکندروپلازی، اختلال استخوان‌زایی می‌دانند. بالاتنه‌ی او به اندازه‌ی یک بزرگسال بود درحالی‌که رشد پاهای او متوقف شد و دارای پاهایی به اندازه یک کودک بود. به طوری که او به عنوان یک بزرگسال تنها یک متر و پنجاه و چهار سانت قد داشت و به همین دلیل برخی به او لقب غول کوچک (Little giant) داده‌اند.
چون از لحاظ فیزیکی قادر به انجام بسیاری از فعالیت‌های عادی مردان همسن خود نبود، تولوز خود را در هنر غوطه‌ور کرد. او از نقاشان مهم پست امرسیونیست، تصویرگر هنر نو، و چاپ سنگی شد؛ و در آثارش جزئیات بسیاری از زندگی غیرمتعارف و آزادانهٔ مردم پاریس در اواخر قرن نوزدهم را به تصویر کشیده است. در اواسط دههٔ ۱۸۹۰ میلادی لوترک تعدادی تصویرسازی به مجله لوریر تقدیم کرد.
بعد از اینکه او در اولین امتحان ورودی کالجش رد شد، توانست در دومین تلاشش موفق شود و درسش را تمام کند. در طول اقامتش در شهر نیس، ترقی او در نقاشی و طراحی پرینستو را تحت تأثیر قرار داد، پرینستو پدر و مادر آنری را متقاعد کرد که بگذارند او به پاریس برگردد و تحت تعلیم نقاش تحسین شده لئون بونا قرار بگیرد. مادر آنری به خاطر جاه‌طلبی‌های خود و هدف آنری در تبدیل شدن به یک نقاش محترم، از نفوذ خانوادهٔ خود برای وارد کردن آنری در استودیو بونا استفاده کرد.

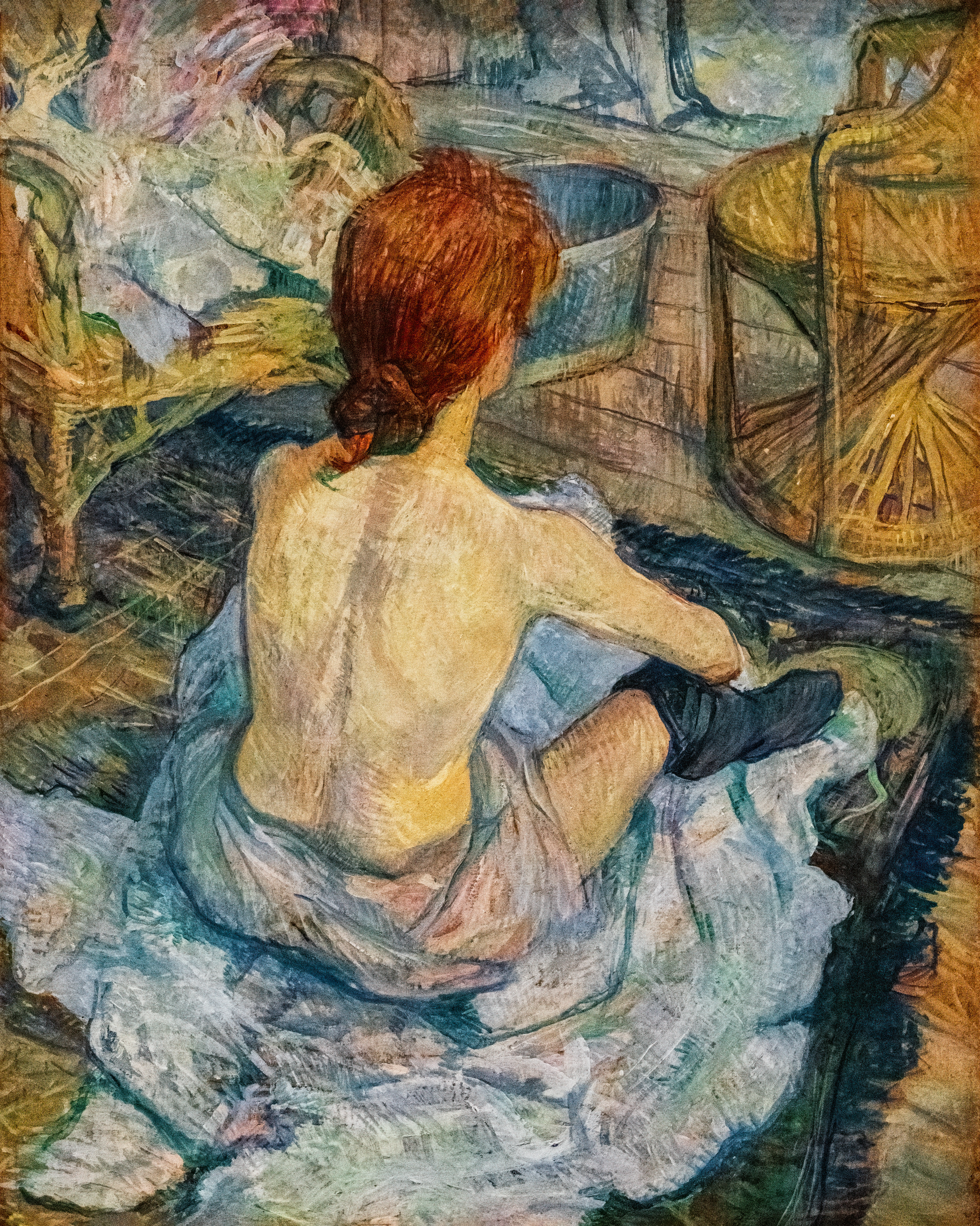
La Toilette

## پاریس

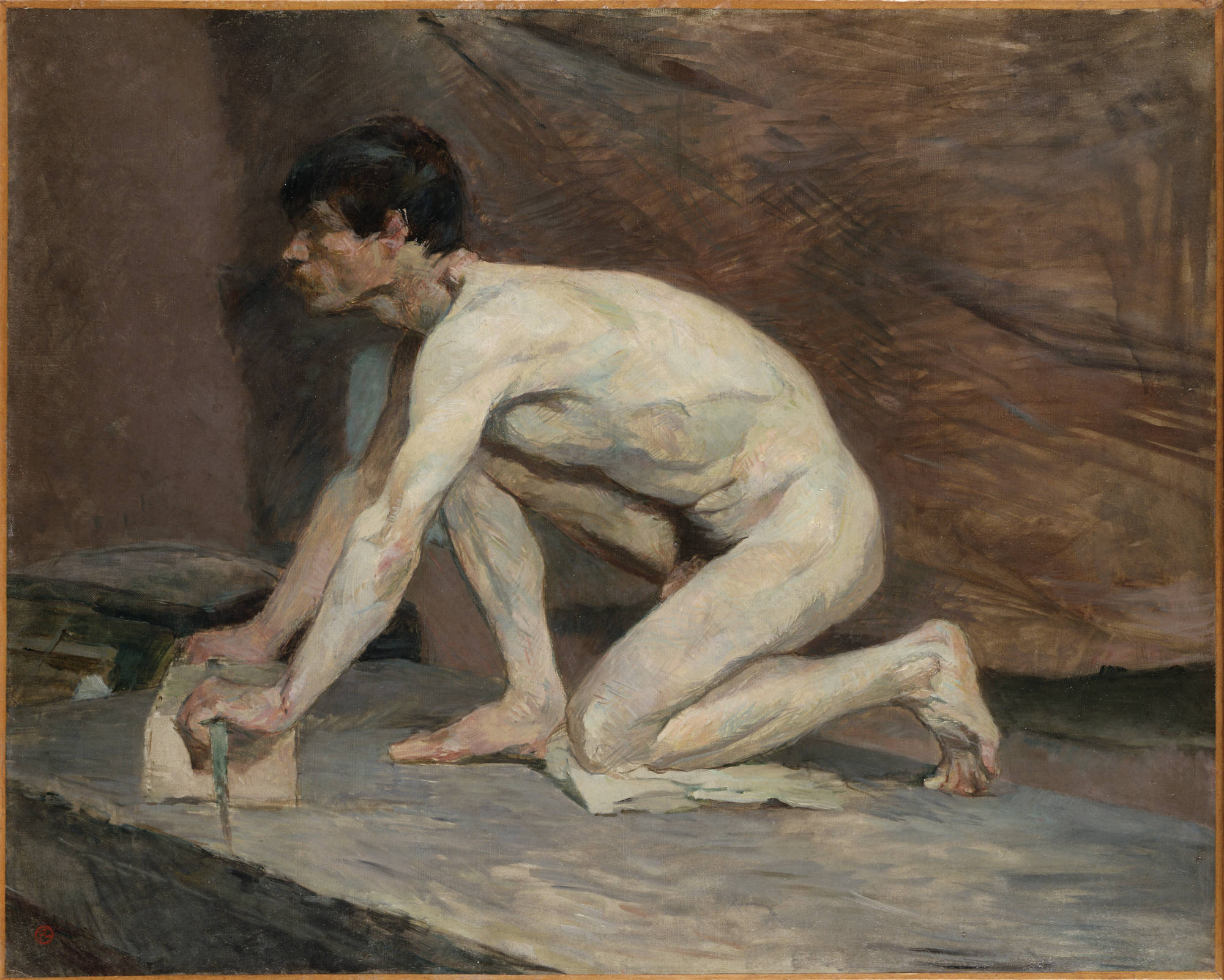
1882، تولوز لوترک، صیقل دهنده مرمر

تولوز لوترک به منطقهٔ مون مارتر که محل آمد و شد بسیاری از هنرمندان و نویسندگان و فلاسفهٔ مشهور بود اقامت کرد. تحصیل در استودیو بونا او را در قلب
مون مارتر قرار داد که او در بیست سال آینده آنجا را به ندرت ترک کرد. بعد از اینکه بونا شغل جدیدی پیدا کرد، آنری به استودیوی فرناند کورمن رفت و در سال ۱۸۸۲ به مدت پنج سال آنجا تحصیل کرد. آنجا دوستانی پیدا کرد که برای تمام مدت زندگی‌اش با او بودند. در این دوره از زندگی‌اش او با امیل برنار و ون گوگ آشنا شد. کورمن که طریقه آموزشش آزادتر از بونا بود به شاگردانش اجازه می‌داد در پاریس گشت بزنند و سوژه‌ای برای نقاشی بیابند. در این دوره تولوز لوترک با فاحشه‌ای آشنا می‌شود که در نهایت آن فاحشه به او اجازه می‌دهد که تصویری از او بکشد، او اسمش ماری شارلوت بود، این اولین نقاشی او از زنان روسپی مون مارتر بود. هنگامی که تحصیلاتش تمام شد، در سال ۱۸۸۷ نمایشگاهی با نام مستعار ترکالو (Treclau) که با عوض کردن جای حروف کلمات خانوادگی‌اش درست شده بود شرکت کرد. بعد از آن او نمایشگاهی با ونگوک و لویی آنکوتن برگزار کرد. منتقد بلژیکی اوکتاو ماوس از او دعوت کرد تا یازده قطعه از آثارش را در نمایشگاه Vingt در بروکسل در ماه فوریه به نمایش بگذارد. برادر ون‌گوگ، تئو ونگوک تابلوی پودر برنج (Poudre de Riz) را به قیمت صد و پنجاه فرانک برای گالری گوپیل اند سی خرید.
او از ۱۸۸۹ تا ۱۸۹۴ به طور منظم در انجمن هنرمندان مستقل شرکت داشت. همچنین چند منظره از منطقه مون مارتر کشید. در این دوره بود که کاباره مولن روژ باز شد.
و تولوز برای پوستر تبلیغ کاباره چند سفارش گرفت؛ و با اینکه مادرش پاریس را ترک کرده بود او همچنان ماهیانهٔ منظمی از خانواده می‌گرفت، و با سفارش پوستر می‌توانست برای خود زندگی مستقلی داشته باشد. هنرمندان دیگر به کار او ارجی نمی‌گذاشتند، ولی آنری با اخلاق اشرافی‌ای که داشت اهمیتی نمی‌داد. در این دوره کاباره برای نمایش آثارش به او جایگاهی داد. در میان آثار مشهور او که از مولن روژ و دیگر کلوپهای شبانه پاریس نقاشی کرده بود یک نقاشی از خواننده‌ای به نام ایوت گیلبر، لوئی وبر رقاص معروف به لا گلو که رقص کن کن فرانسوی را ساخته بود و همچنین رقاصی به نام جین آوریل قرار دارد.

## لندن
با اینکه آنری تولوز لوترک از خانواده‌ای انگلیسی‌تبار بود آنقدری که وانمود می‌کرد به انگلیسی مسلط نبود ولی به اندازه‌ای که به لندن سفر کند انگلیسی می‌دانست. کسب‌وکار طراحی پوستر او را به لندن کشاند و منجر به طراحی پوستر Confetti
و تبلیغ دوچرخه La Chaine Simpson شد.
در زمانی که در لندن اقامت داشت با اسکار وایلد ملاقات کرد و دوست شد و در زمانی که وایلد در زندان بود، آنری حامی بسیار خوبی برای او بود؛ و پرتره‌ای که لوترک از وایلد کشید در همان سال بود.

## الکلی شدن
لوترک بخاطر کوتاهی قد و ظاهرش تمسخر می‌شد و این باعث روی آوردن او به الکل شد. در ابتدا فقط آبجو و شراب بود اما سلیقه‌اش به سرعت گسترش یافت. او یکی از پاریسی‌هایی بود که از کوکتل آمریکایی (ترکیب انواع مشروب الکلی) لذت می‌برد. او در مهمانی‌های جمعه شب‌اش مهمانانش را مجبور می‌کرد که از کوکتل‌ها تست کنند. شروع «زلزلهٔ کوکتل» یا Tremblement de Terre را به لوترک نسبت می‌دهند.
در ۱۸۹۳ لوترک اعتیاد به الکل‌اش شدت گرفت و اطرافیانش متوجه وخامت وضعیت او شدند و شایعاتی از ابتلا به سفلیس هم وجود داشت. سرانجام در ۱۸۹۹ مادر و تعدادی از دوستان صمیمی‌اش او را به کلینیک بردند.

## مرگ

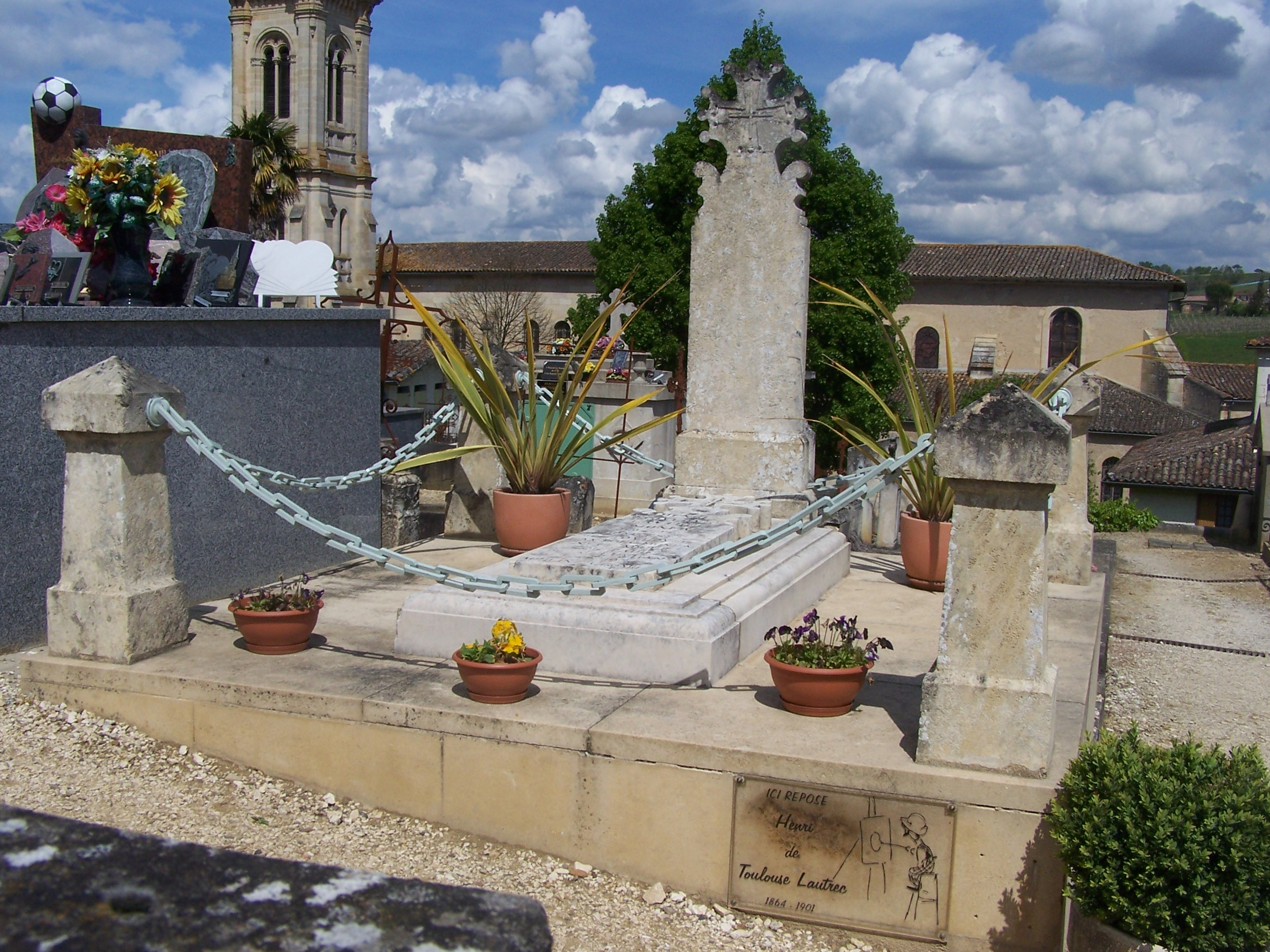

تولوز لوترک که تقریباً در تمام بزرگسالی الکلی بود، پیش از مرگ مدت کوتاهی را در آسایشگاه بود. او در سی و شش سالگی به دلیل اعتیاد به الکل و سفلیس در املاک خانوادگی خود در مالمور فوت کرد. او در verdelais, Gironde چند کیلومتر دورتر از Chateau Malrome جایی که فوت کرد، دفن شد.

## هنر
او طول زندگی حرفه‌ای خود که کمتر از بیست سال بود، ۷۳۱ بوم، ۲۷۵ آبرنگ، ۳۶۵ چاپ و پوستر ۵۰۸۴ طراحی، تعدادی کار سرامیک و رنگ‌آمیزی روی شیشه دارد و تعداد نامعلومی آثارش گمشده است.
او از نقاشان امپرسیونیست به خصوص کارهای فیگوراتیو مانه و دگا الهام گرفته است و سبک کار او نیز تحت تأثیر چاپ‌های چوبی ژاپنی بوده است که در آن هنگام در محافل هنری پاریس محبوبیت داشت.
در کارهای تولوز لوترک می‌توان شباهت‌های بسیاری با اثر بار در فولی-برژر و پشت صحنه رقص باله اثر دگا دارد. او به خوبی از مردم در محیط کارشان همراه با رنگ و حرکت زنده، در زندگی شبانه نقاشی و طراحی می‌کرد. او استادانه از افراد در جمعیت نقاشی می‌کرد به طوری که به شدت منفرد بودند؛ و زمانی که نقاشی‌اش کامل می‌شد از سیلوئت فیگورها شخصیت آنها قابل شناسایی بود و اسم بسیاری ازین اشخاص ثبت شده است. برخورد او با سوژه‌اش چه پرتره و چه با صحنه‌های زندگی شبانه یا جزئیات در عین حال هم احساسی و هم بی‌عاطفه توصیف شده است.
آثار استادانهٔ او از مردم بستگی بسیاری به شیوهٔ نقاشانه‌ای دارد که حاوی خطوط بلند و ضرب قلم‌هایش دارد. او اکثراً از قلم‌موهای موبلند و نازک استفاده می‌کرد که باعث می‌شد قسمت زیادی از نواحی طراحی شده خالی بماند. بسیاری از آثار او را می‌توان طراحی‌های رنگی توصیف کرد.
آخرین کلماتی که گفت برای خداحافظی با پدرش این بود: Le Vieux Con!
که یعنی «احمق پیر» که هم‌معنی ساده و هم توهین‌آمیز دارد. هرچند روایت دیگری هست که می‌گویند گفته Je savais papa, que vous ne manqueriez pasl’hallali
که یعنی میدانم پدر، که از مرگ نخواهی گریخت.
بعد از مرگ تولوز لوترک مادرش و فروشنده آثارش Maurice Joyant آثارش را ترویج دادند. مادرش مبلغی را هزینه کرد تا موزه‌ای از آثار او در محل تولدش بسازند. موزه تولوز لوترک بزرگترین مجموعه از نقاشی‌های او را دارد.

## گزیده آثار

### نقاشی

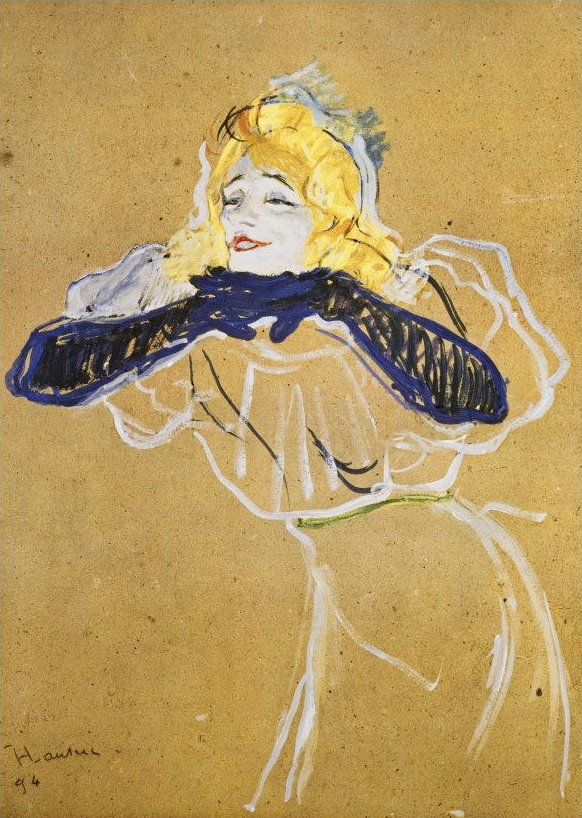
ایوت گیلبر دلبر ۱۸۹۴ م. موزه پوشکین
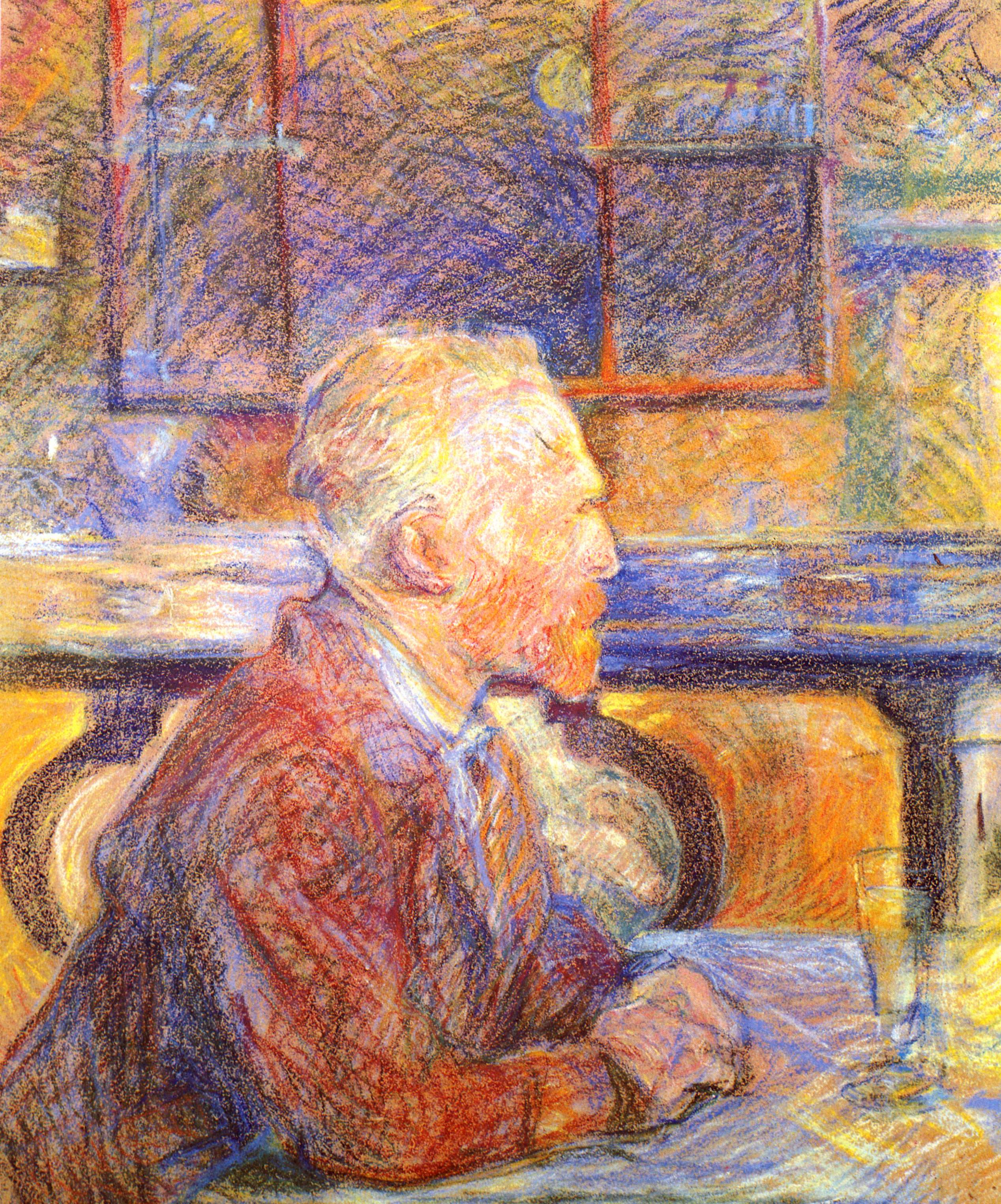
Vincent van Gogh (1887)
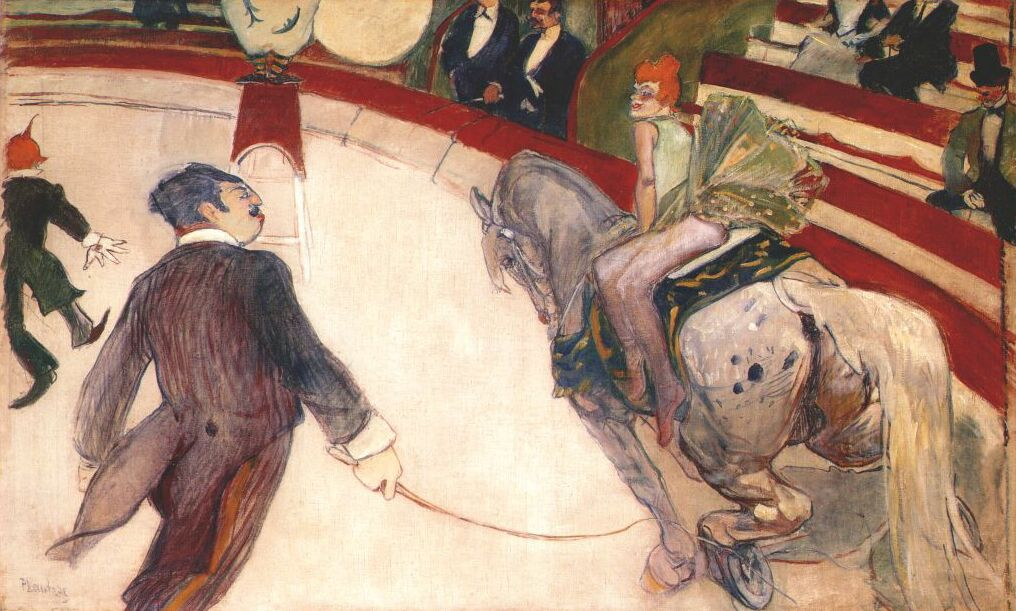
At the Circus Fernando (1888)
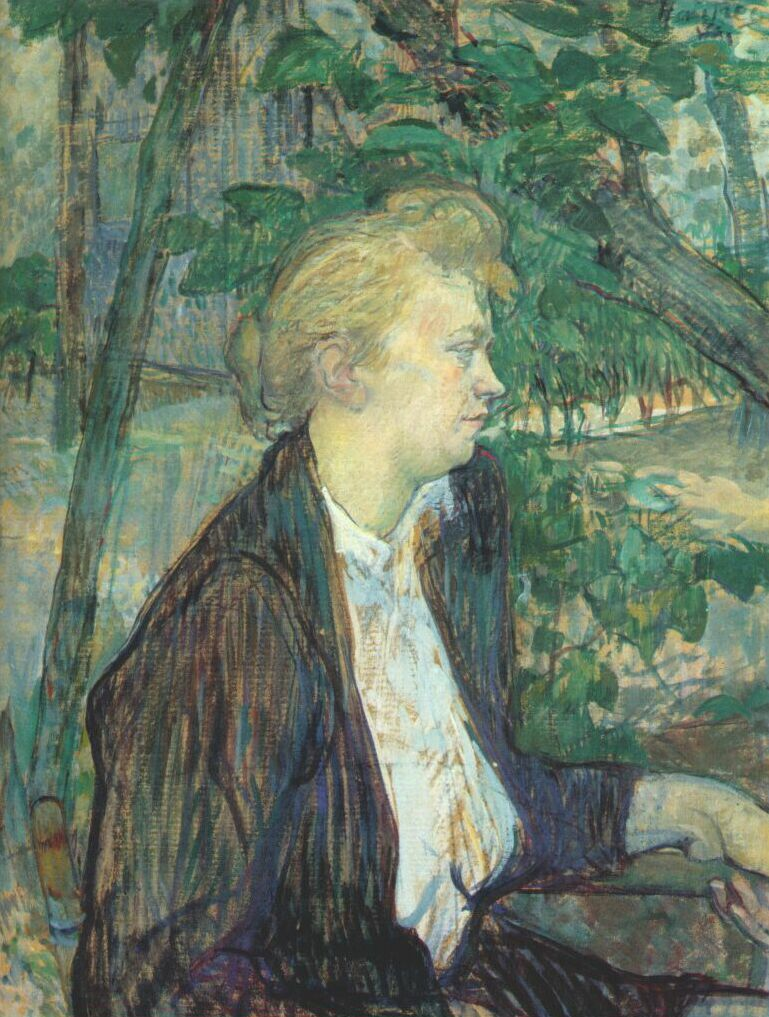
Portrait of Gabrielle (1891)
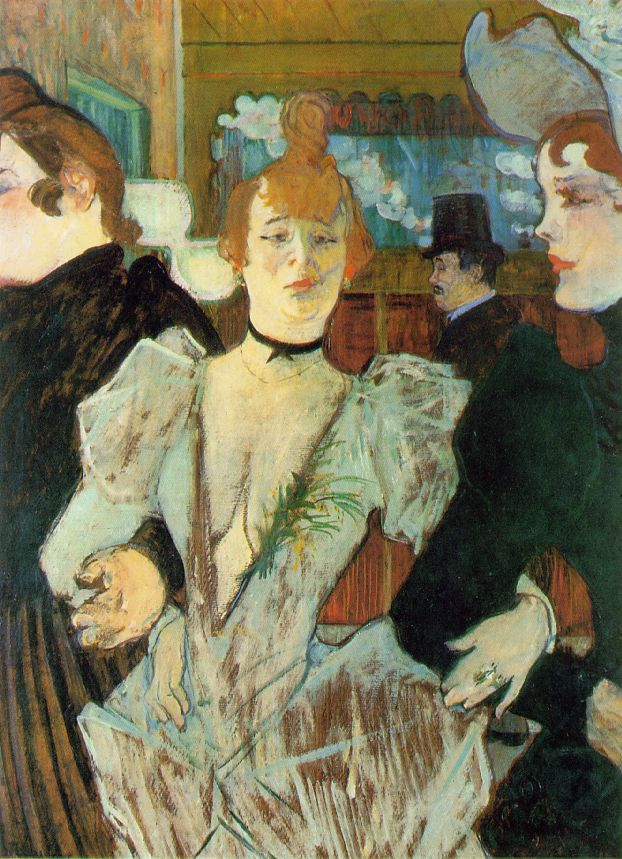
La Goulue arriving at the Moulin Rouge (۱۸۹۲)
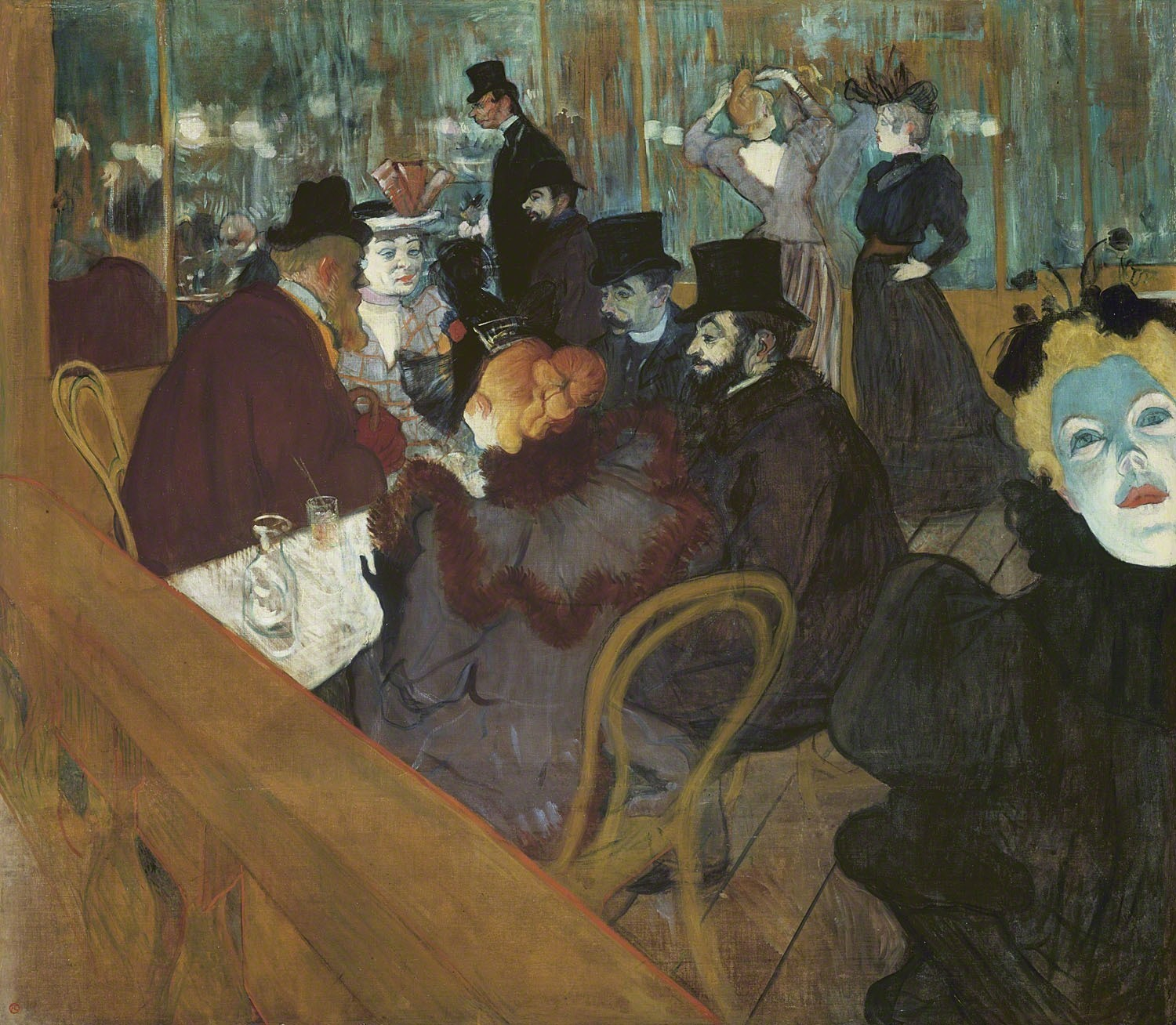
At the Moulin Rouge (1892)
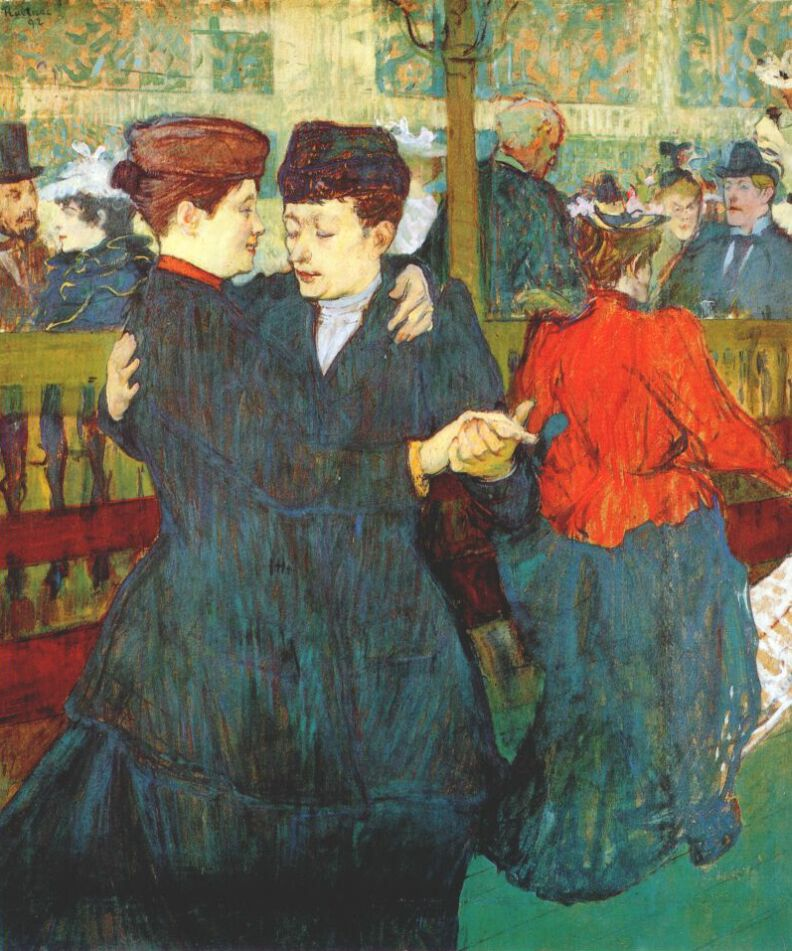
At the Moulin Rouge: Two Women Waltzing (1892)
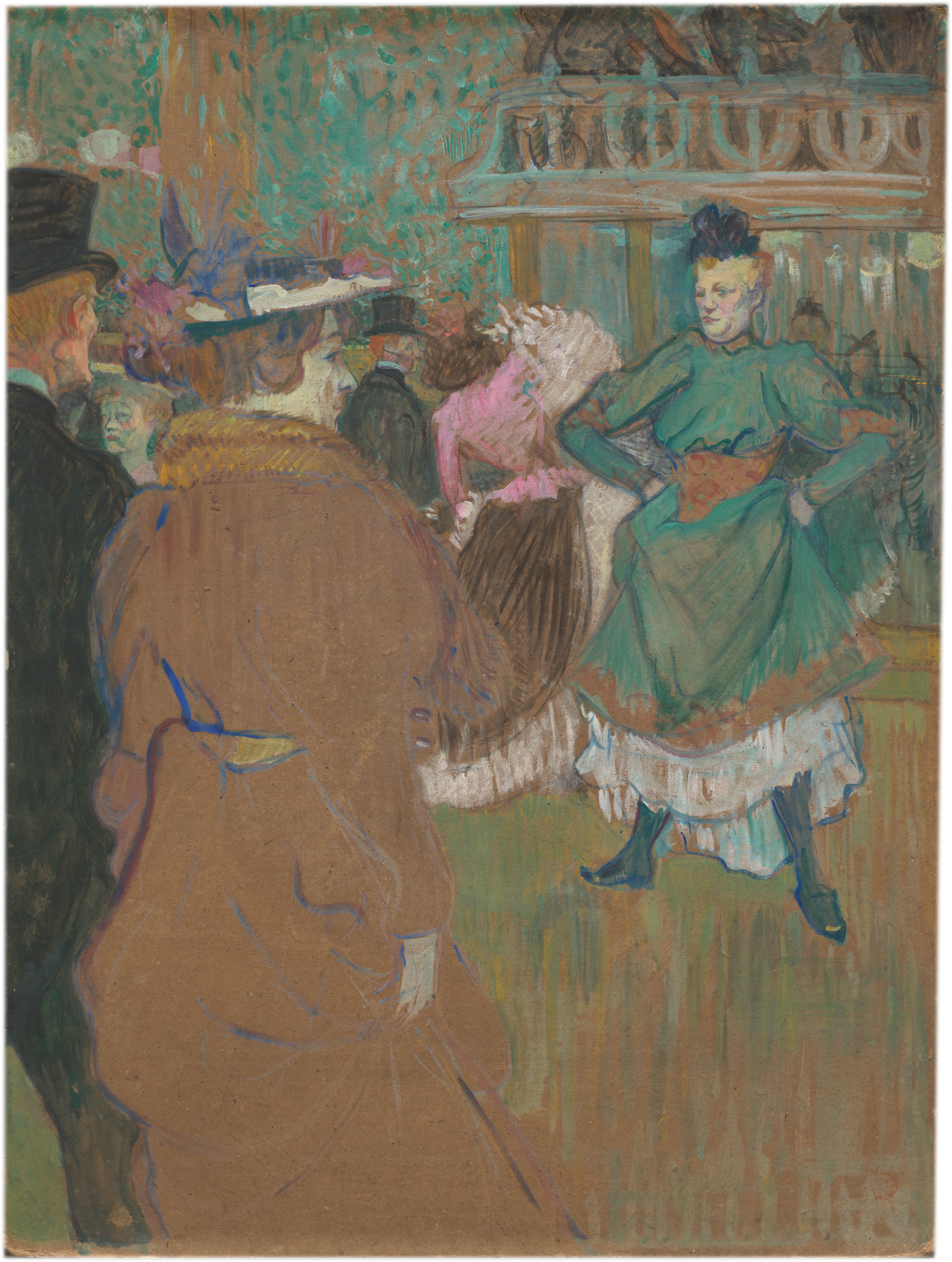
Quadrille at the Moulin Rouge (۱۸۹۲)
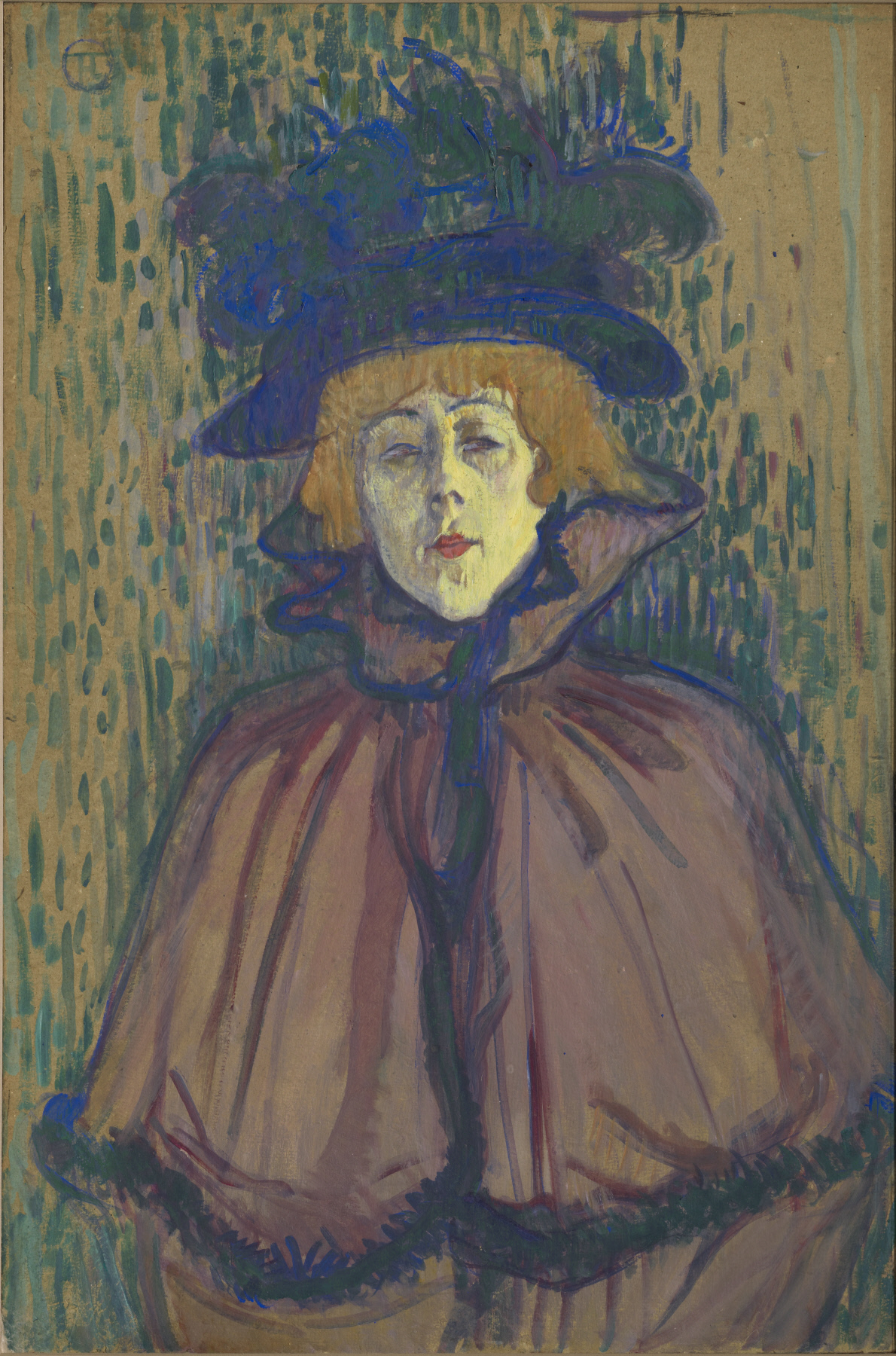
Jane Avril (۱۸۹۲)
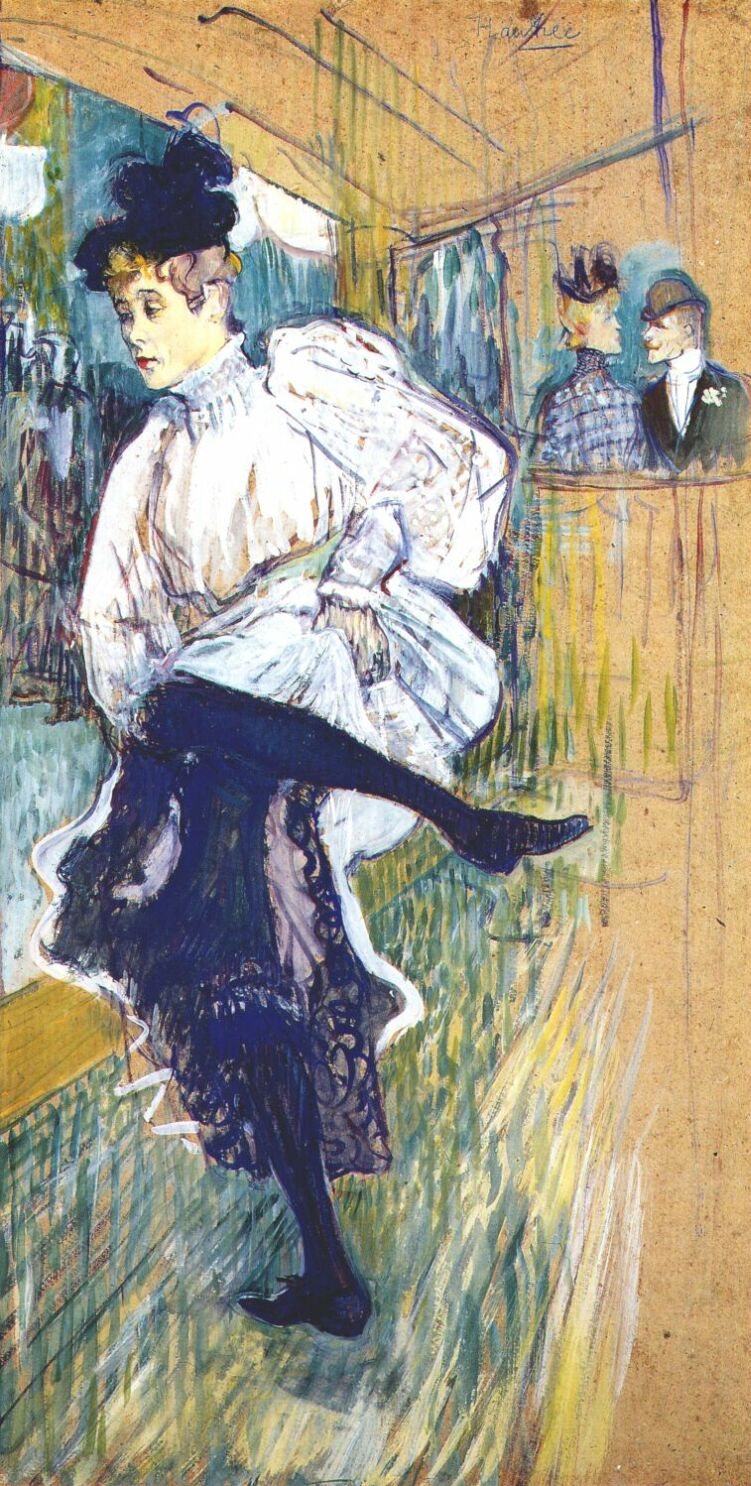
Jane Avril Dancing (1892)
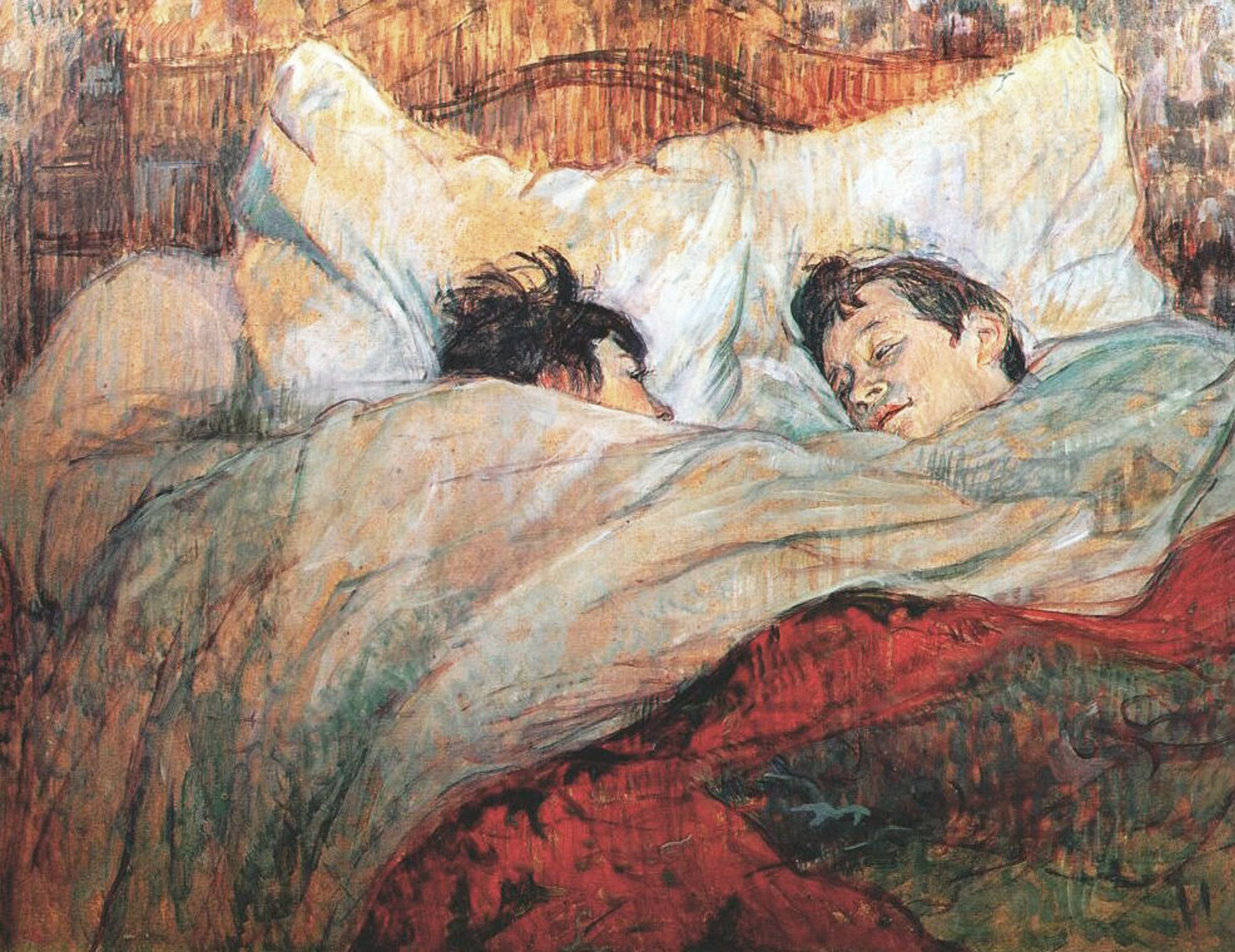
In Bed (1893)
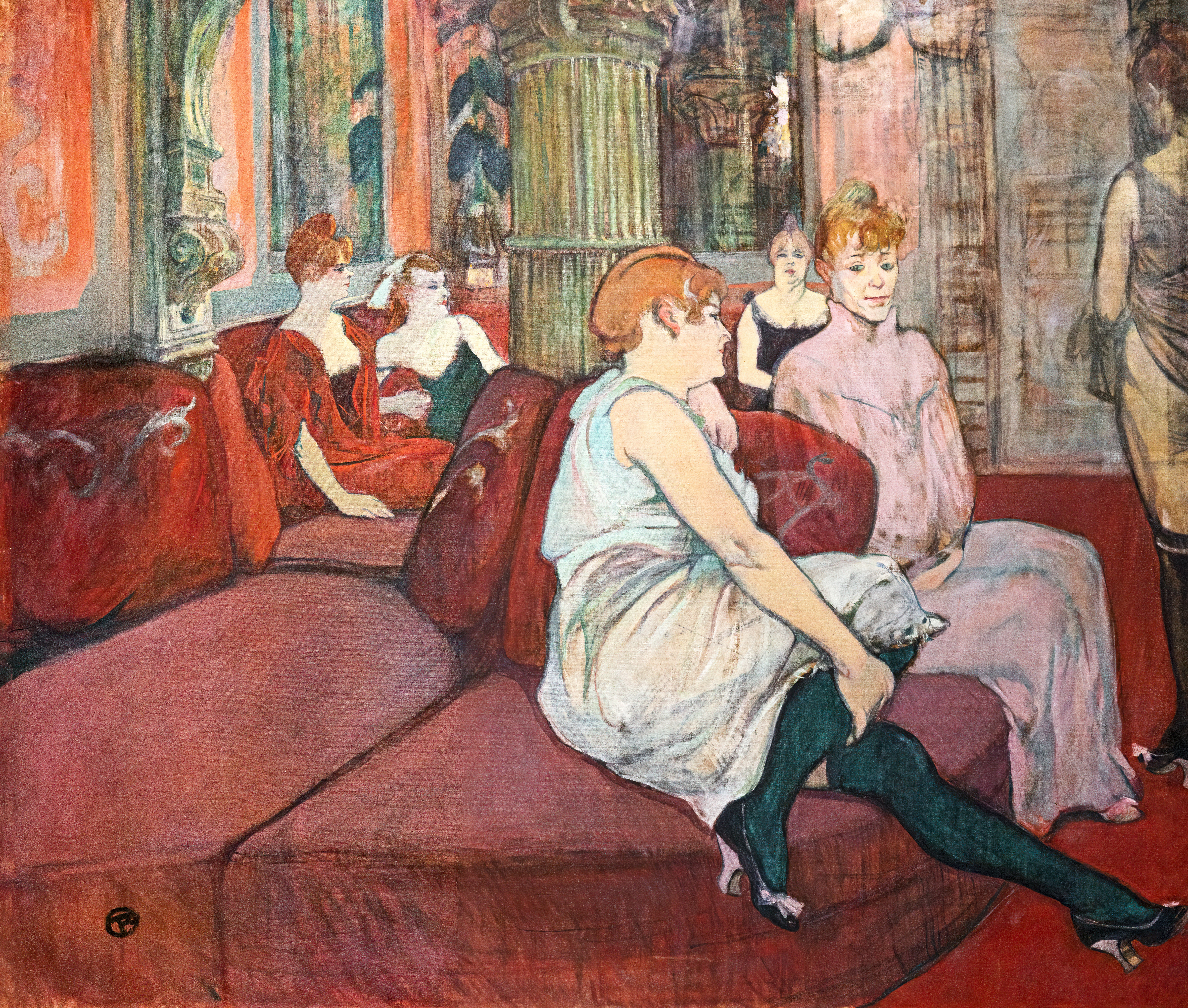
Salon at the Rue des Moulins (1894)
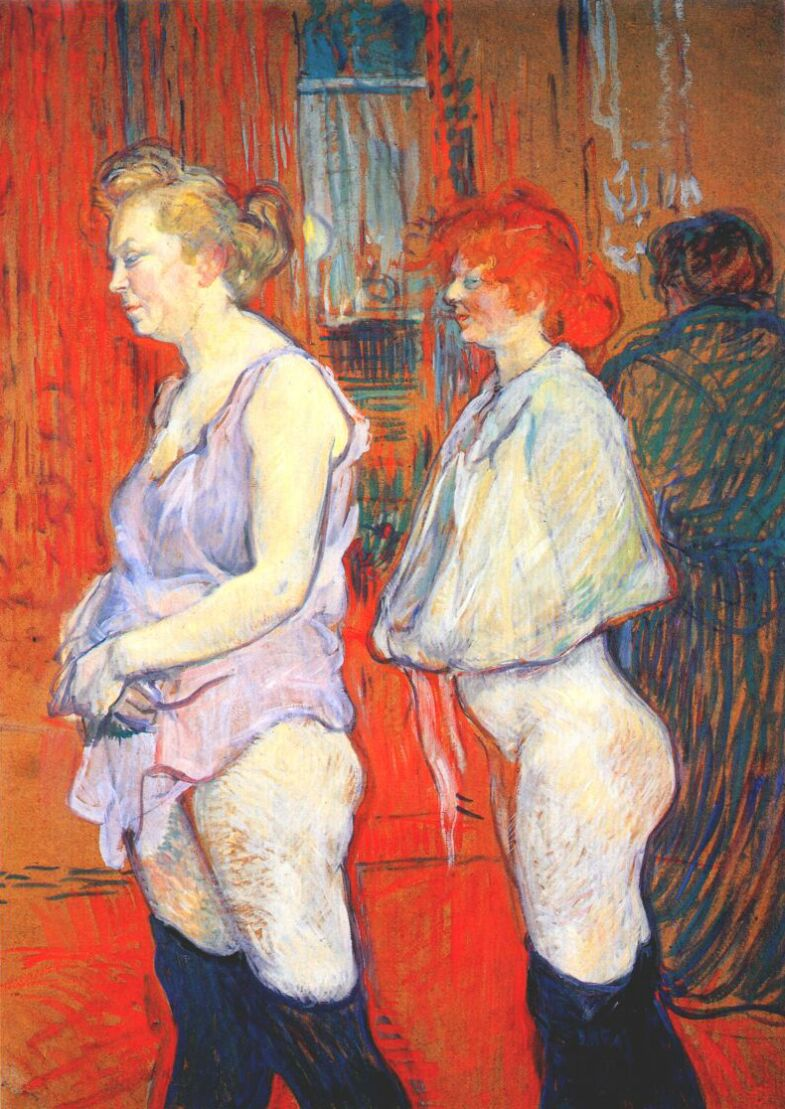
The Medical Inspection at the Rue des Moulins Brothel (1894)

### پوستر

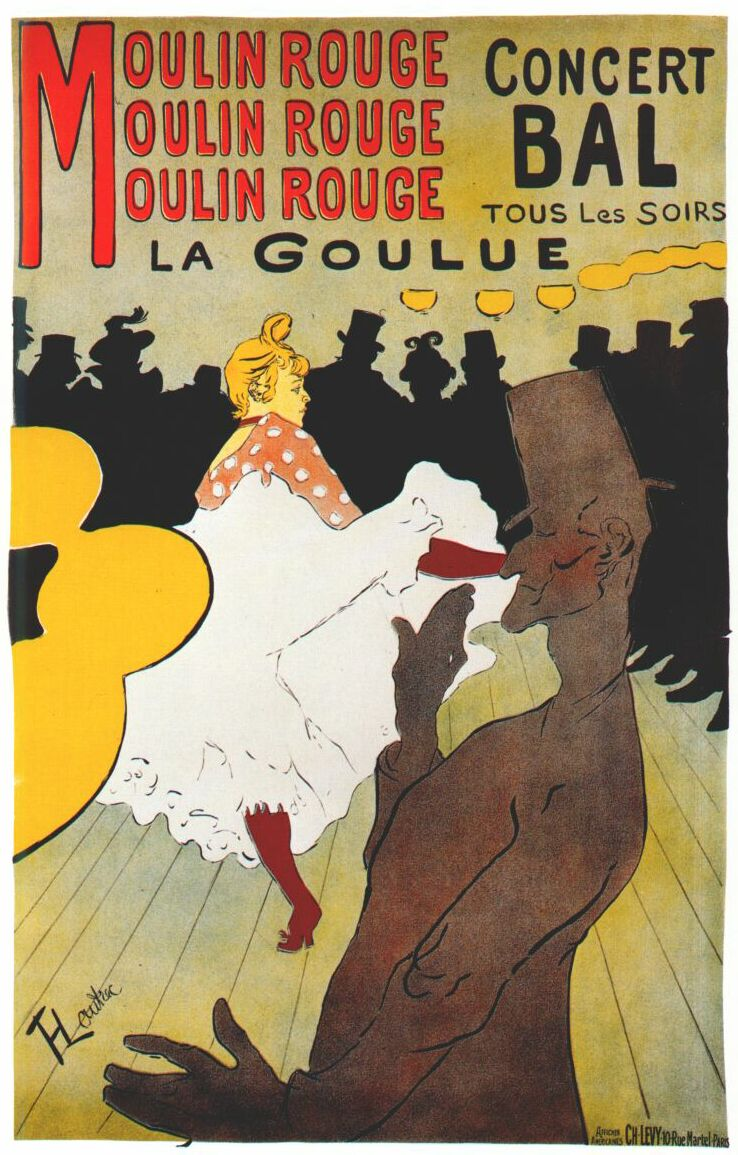
مولن روژ (کاباره) – La Goulue (1891)
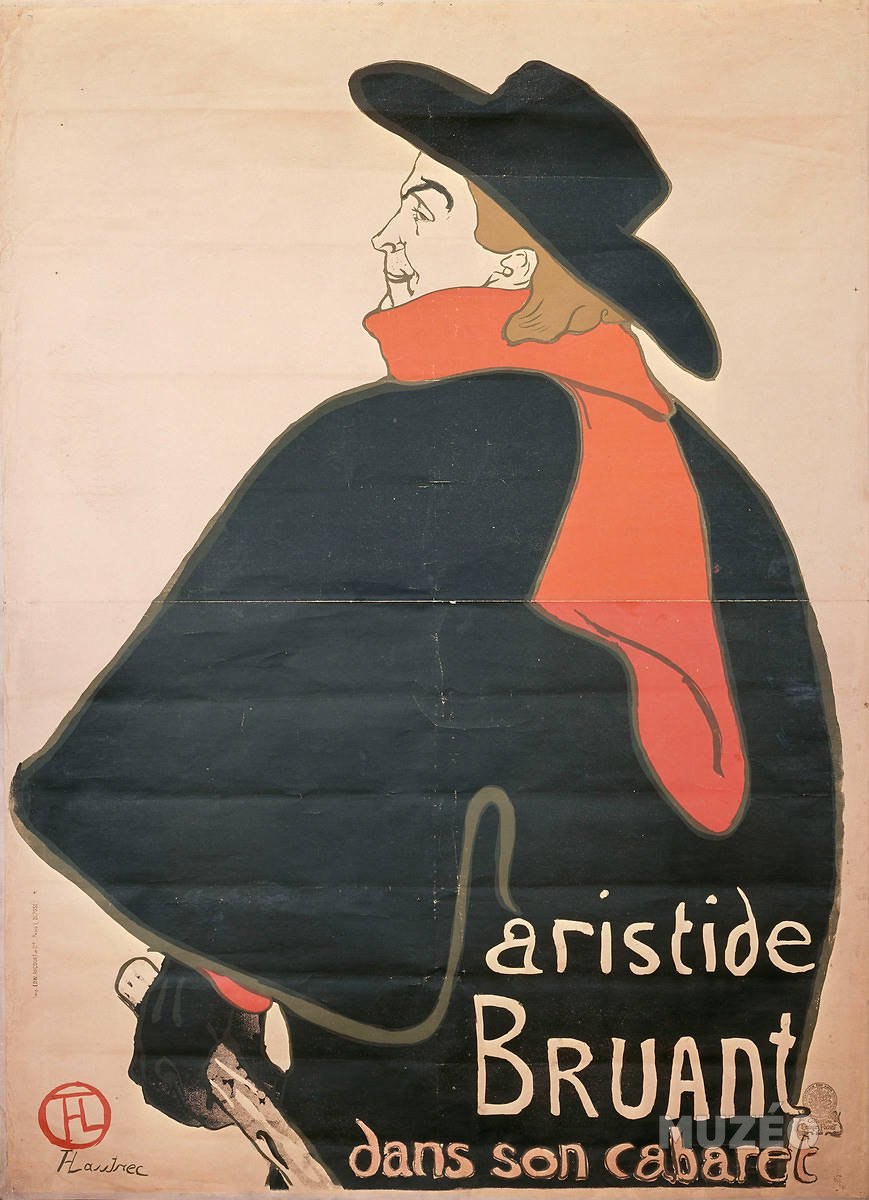
Aristide Bruant in his cabaret (1892)
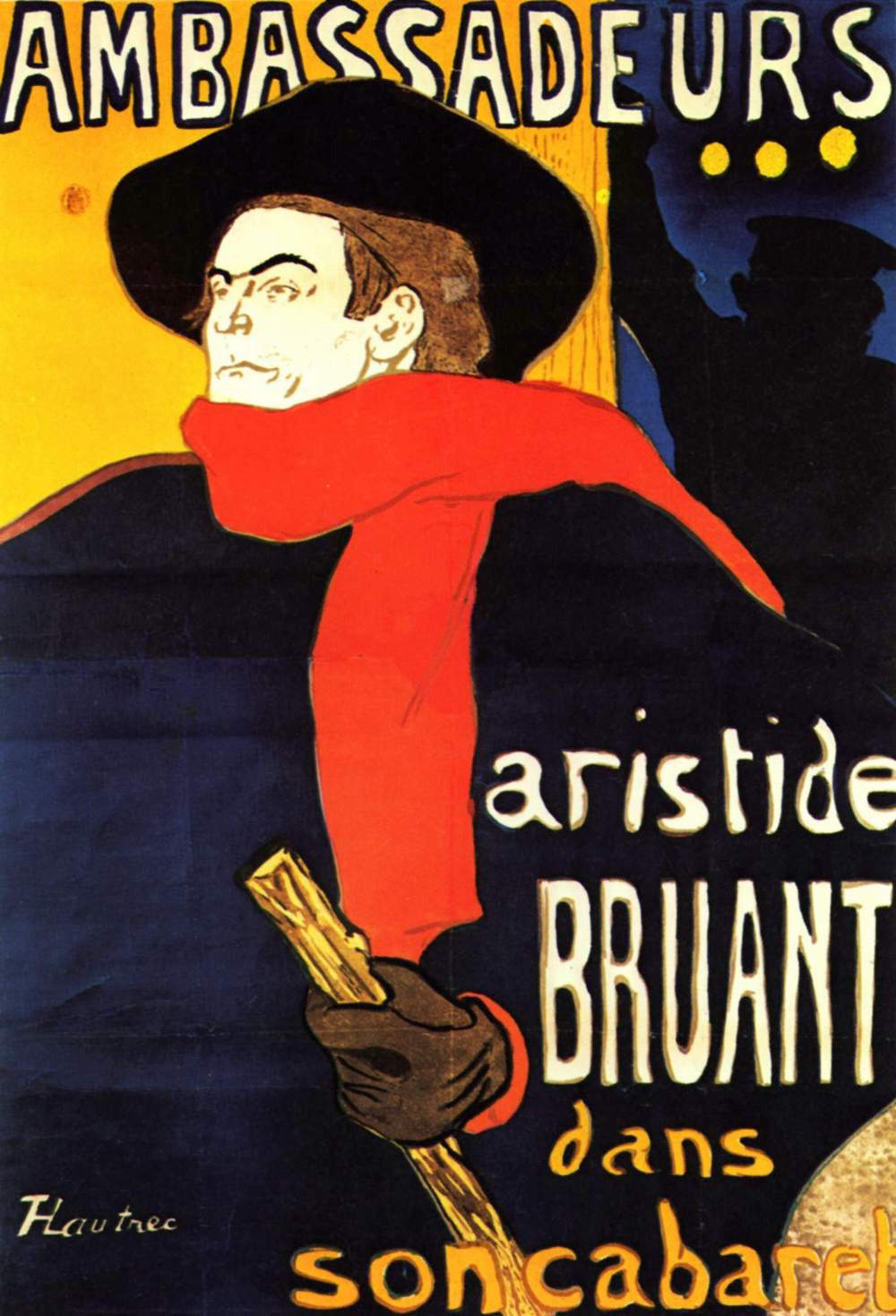
Ambassadeurs – Aristide Bruant (1892)
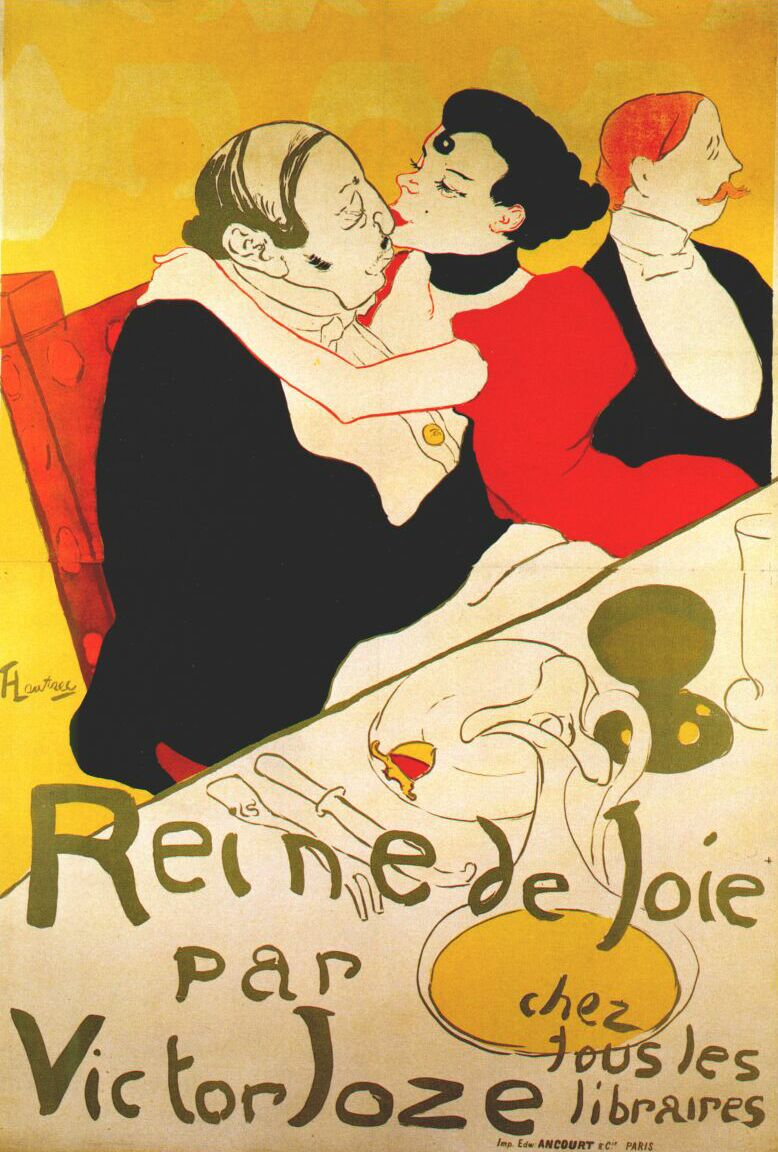
Reine de Joie (1892)
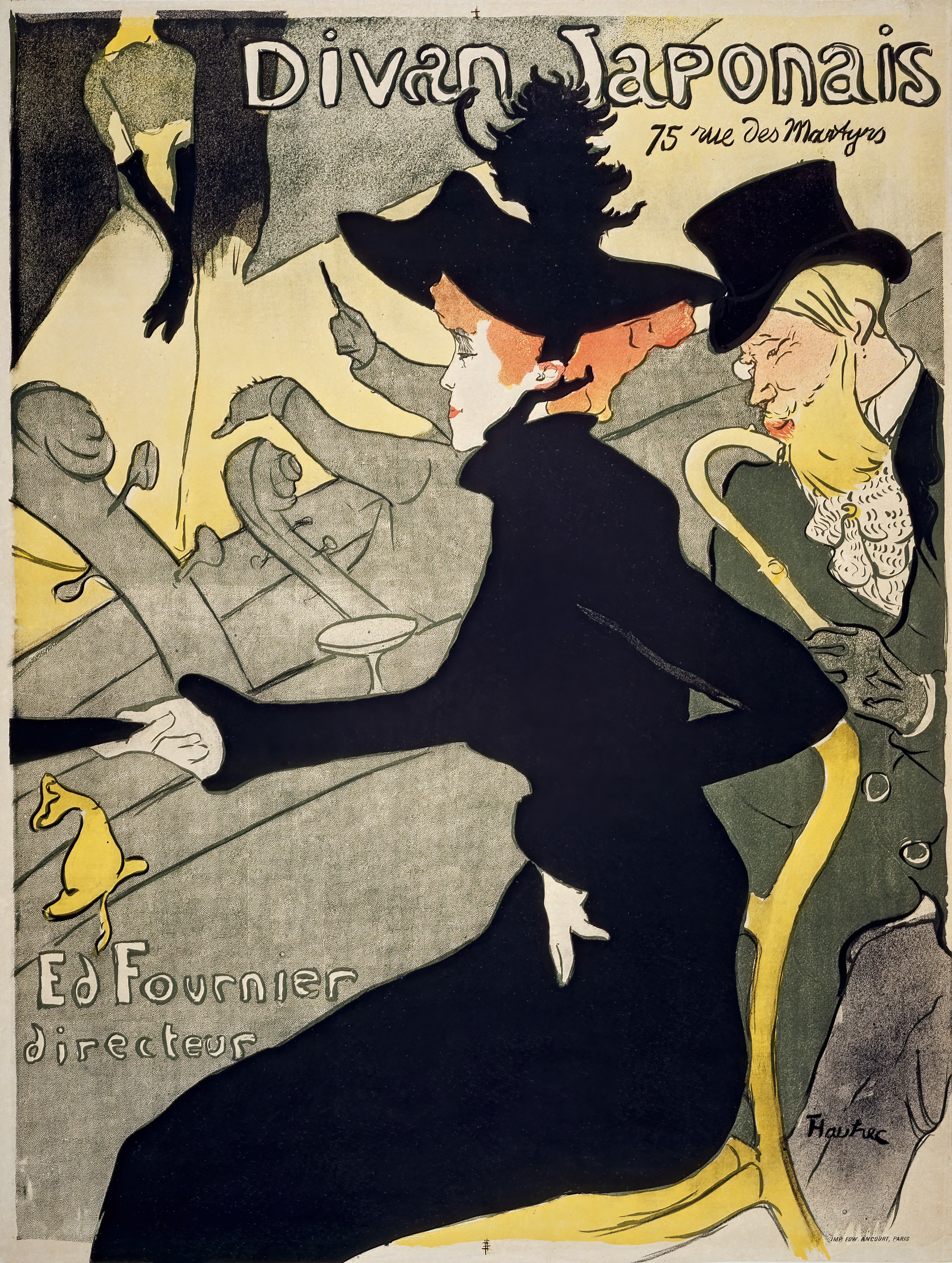
Divan Japonais (1892-1893)
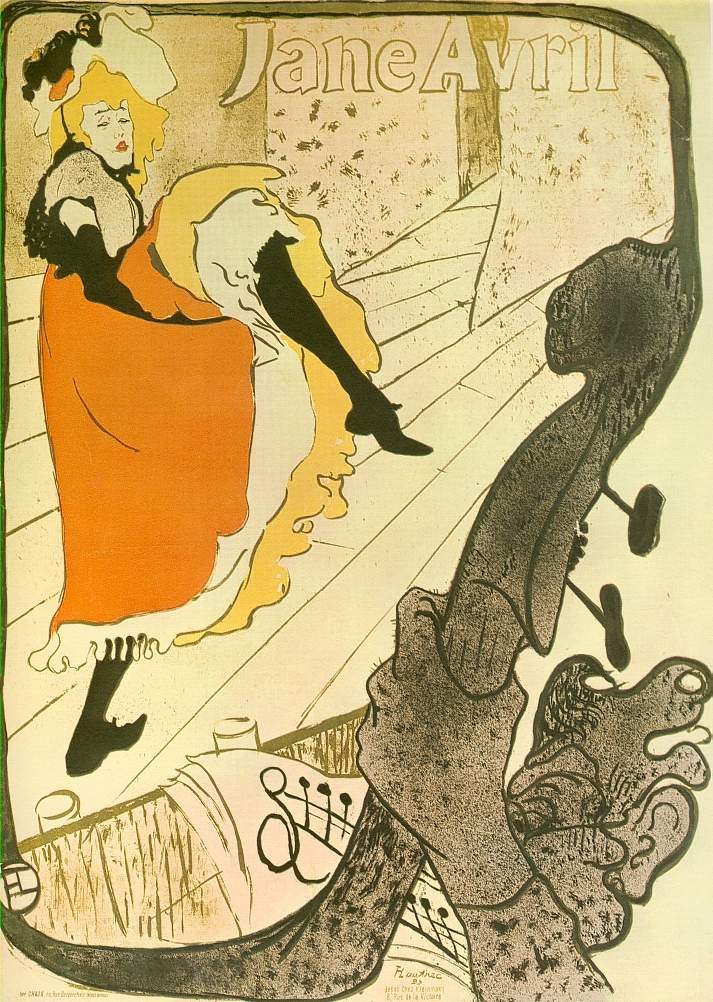
Avril (Jane Avril) (۱۸۹۳)
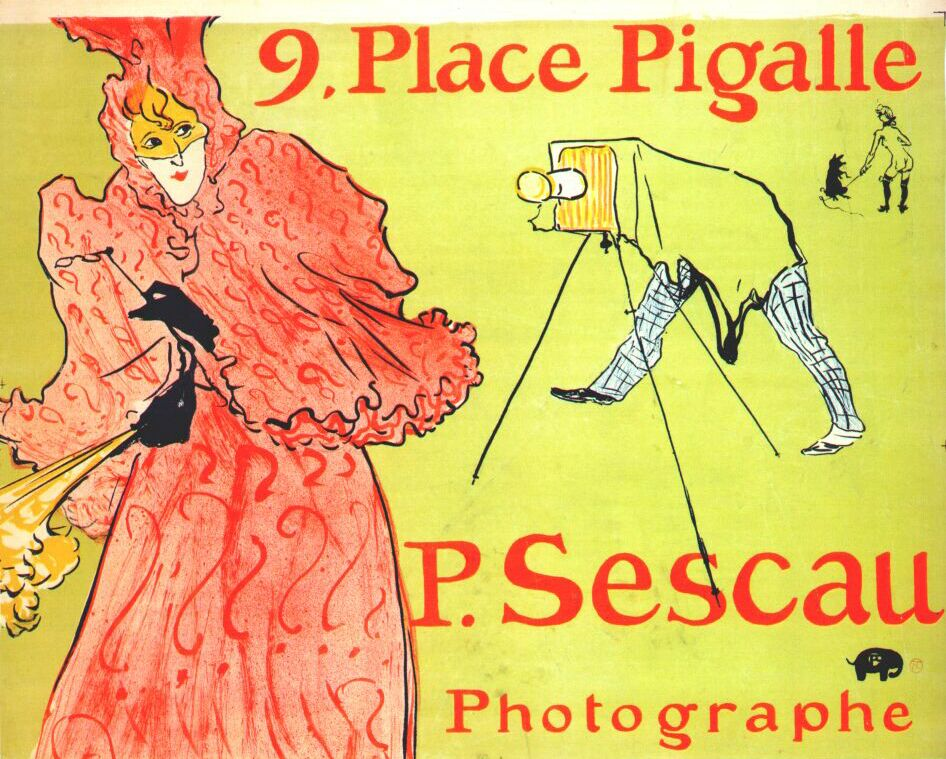
The Photographer Sescau (1894)
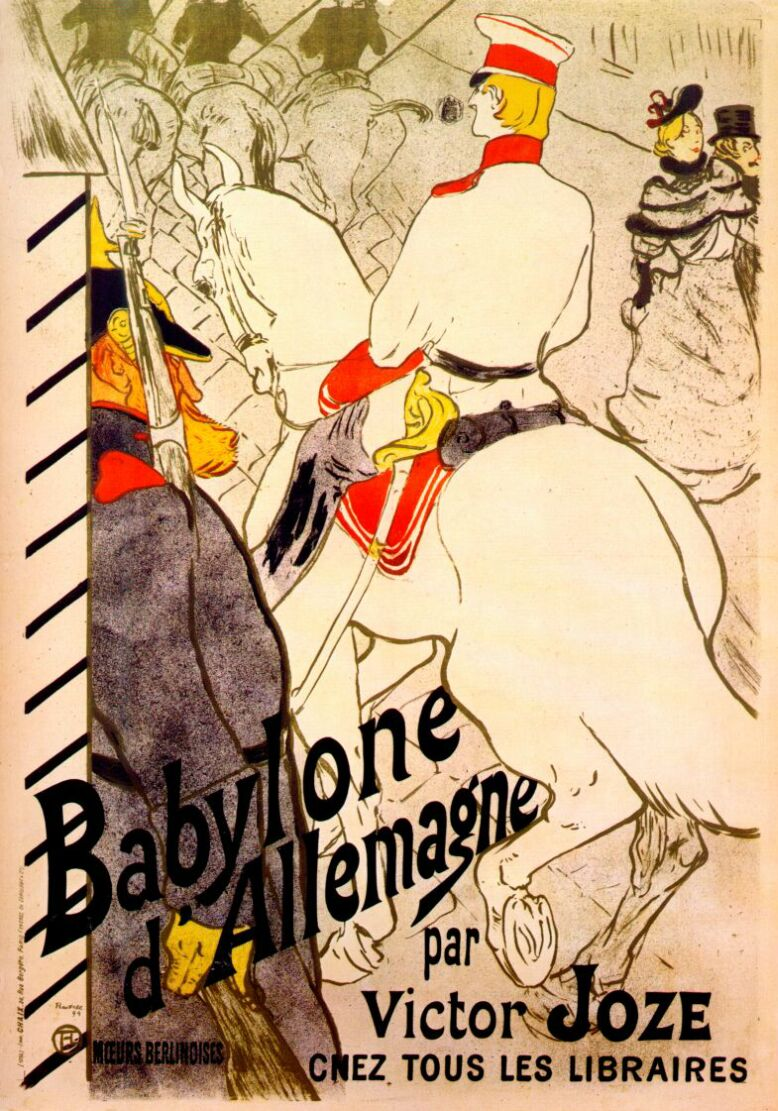
The German Babylon (1894)

### عکس از لوترک

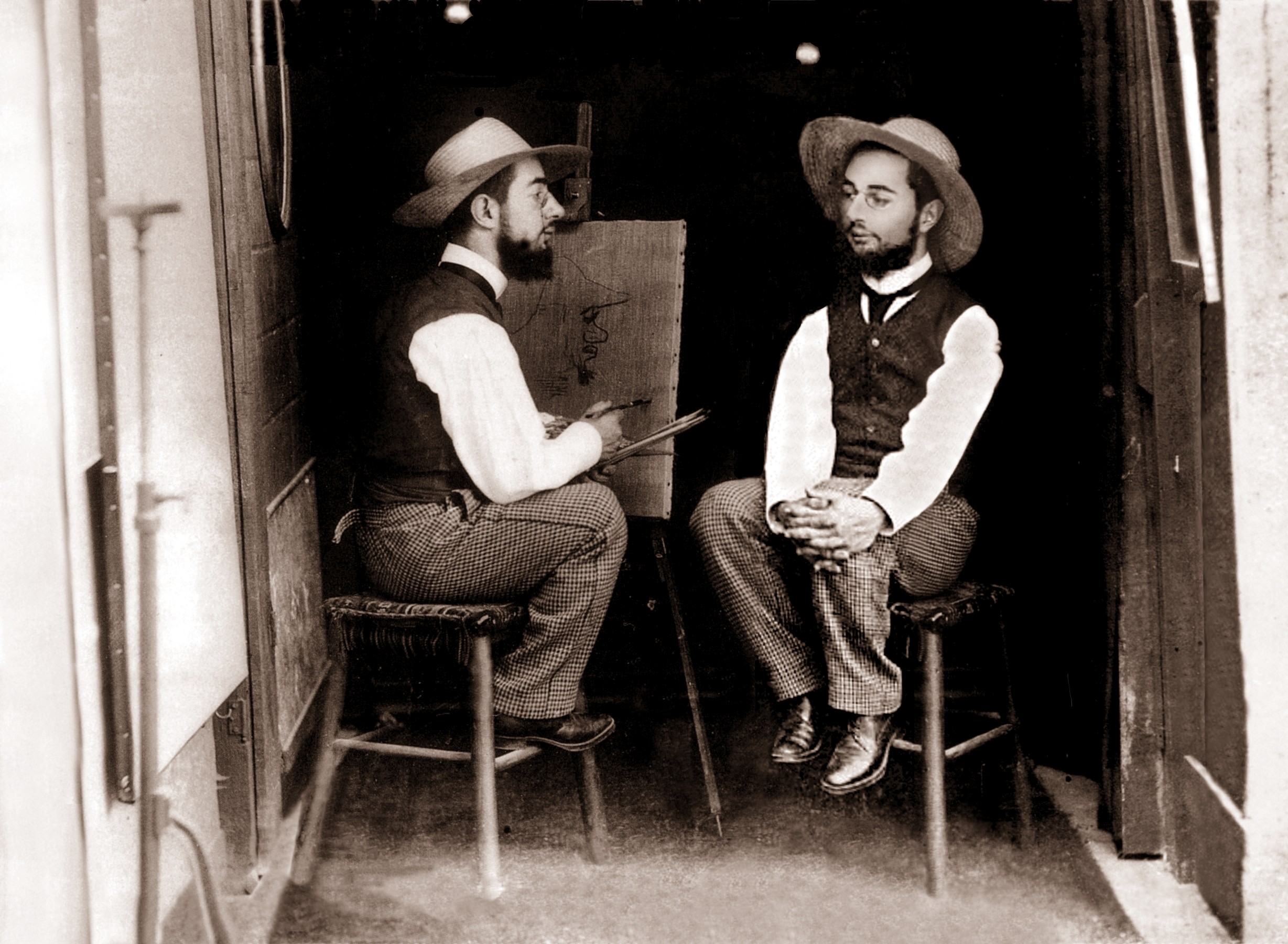
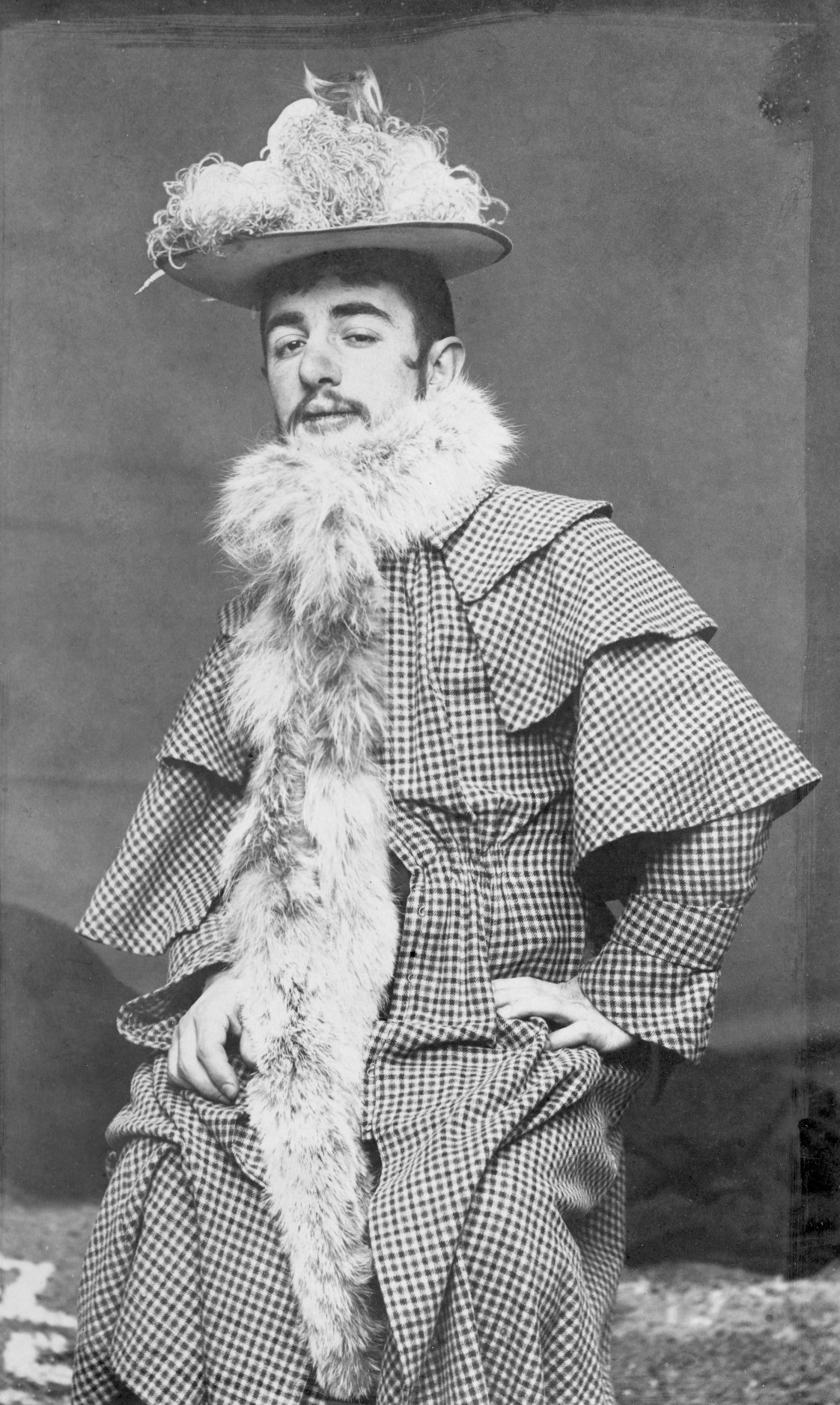
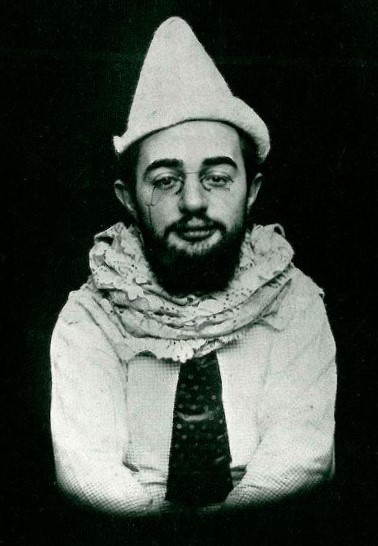
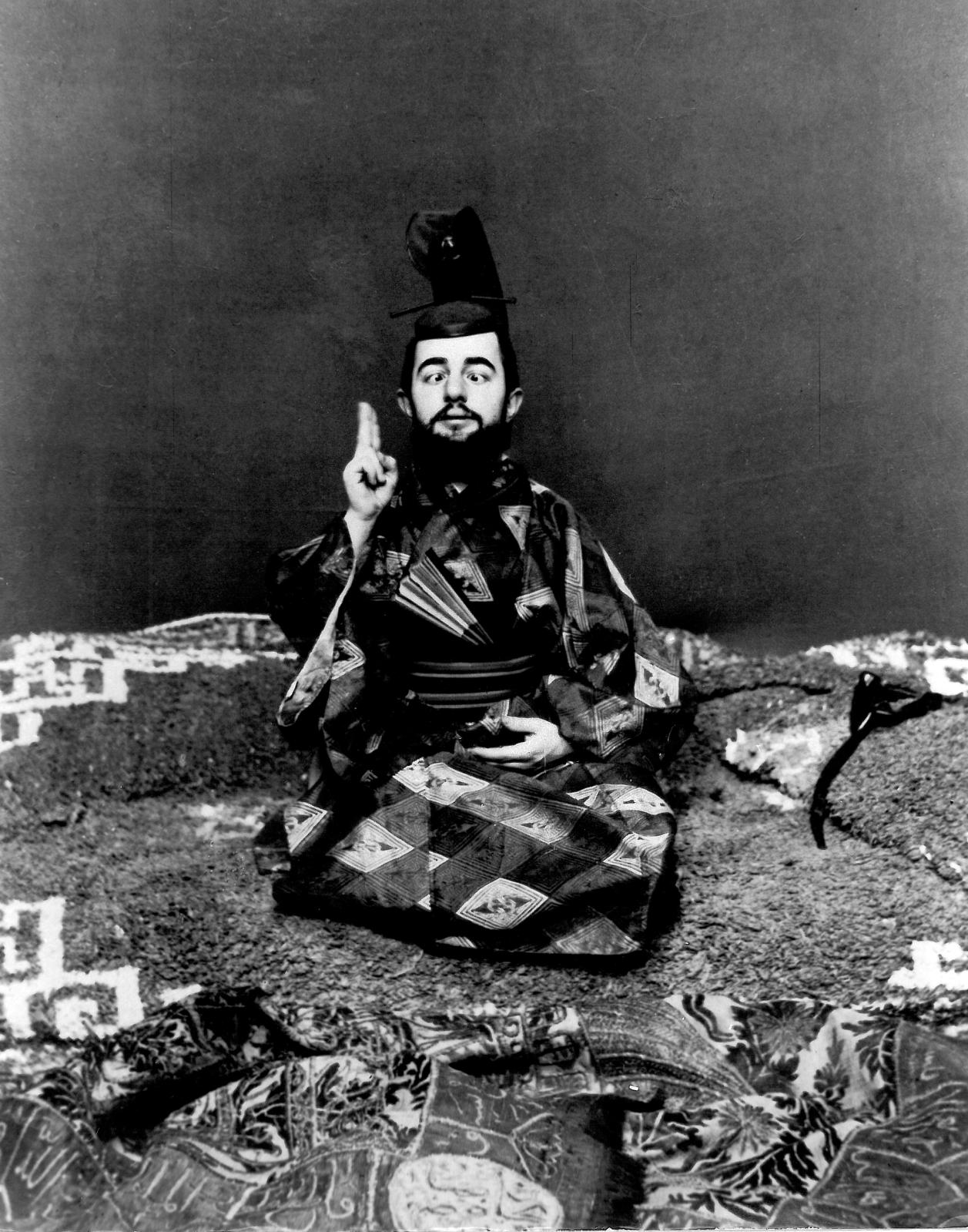

### امضا

The Signature of Henri de Toulouse-Lautrec.